# Yale Bulldogs

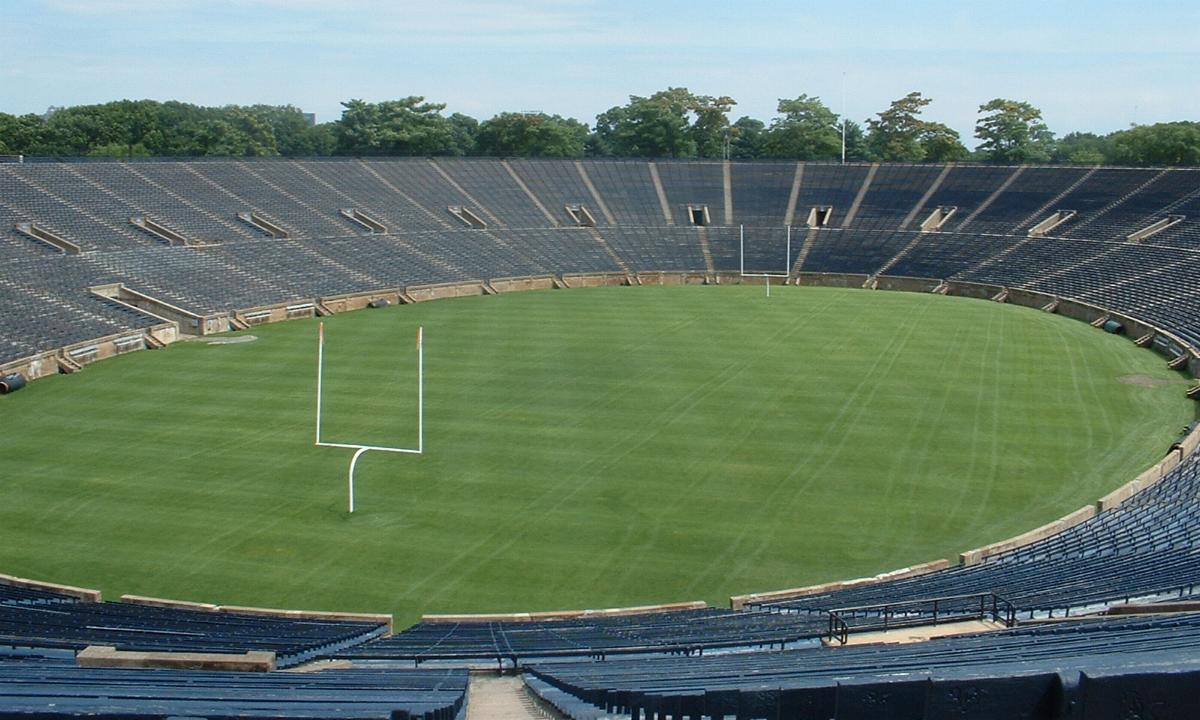
Yale Bowl.

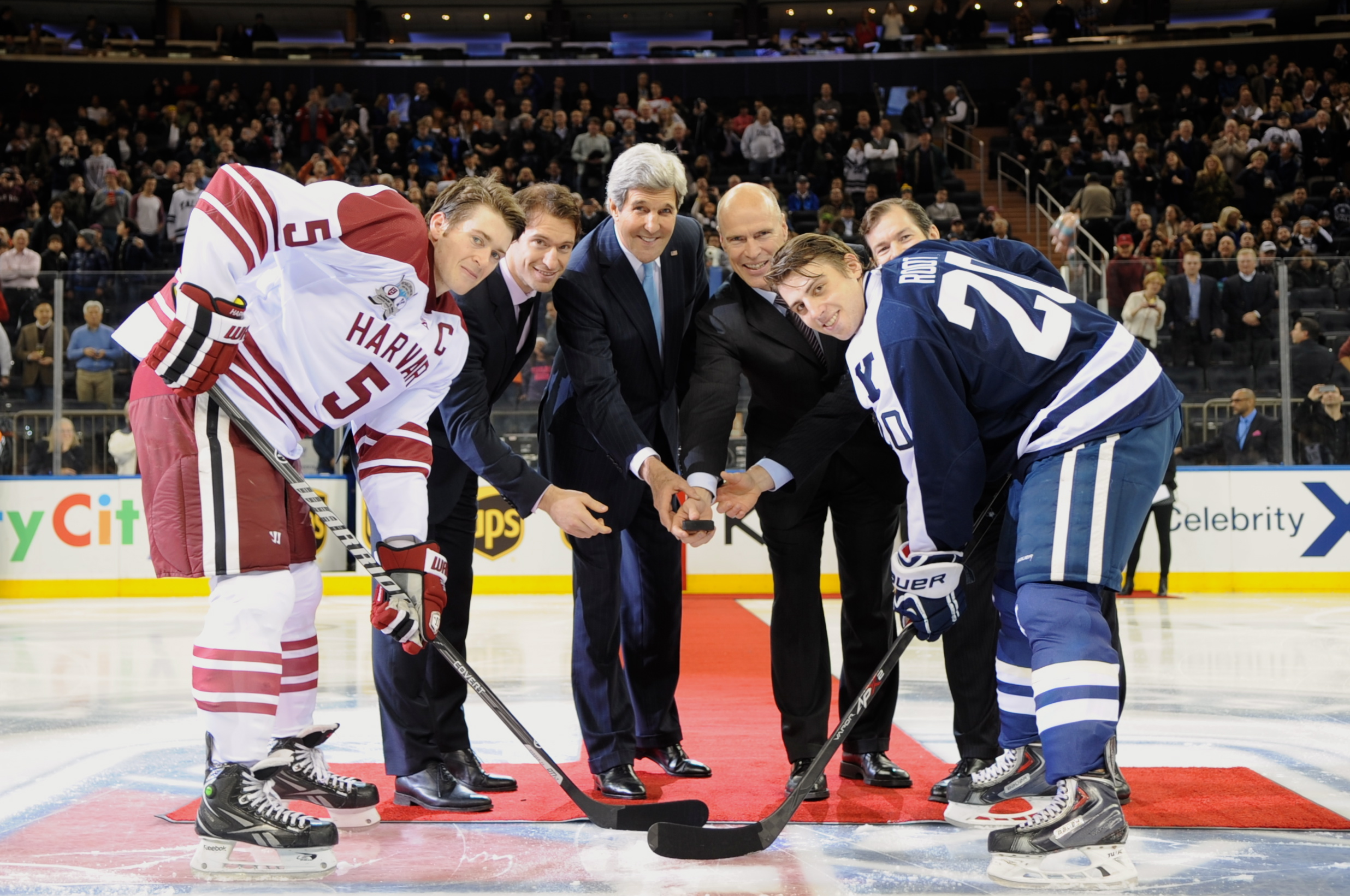
Saque de honor de John Kerry en un partido de hockey sobre hielo entre Yale y Harvard.

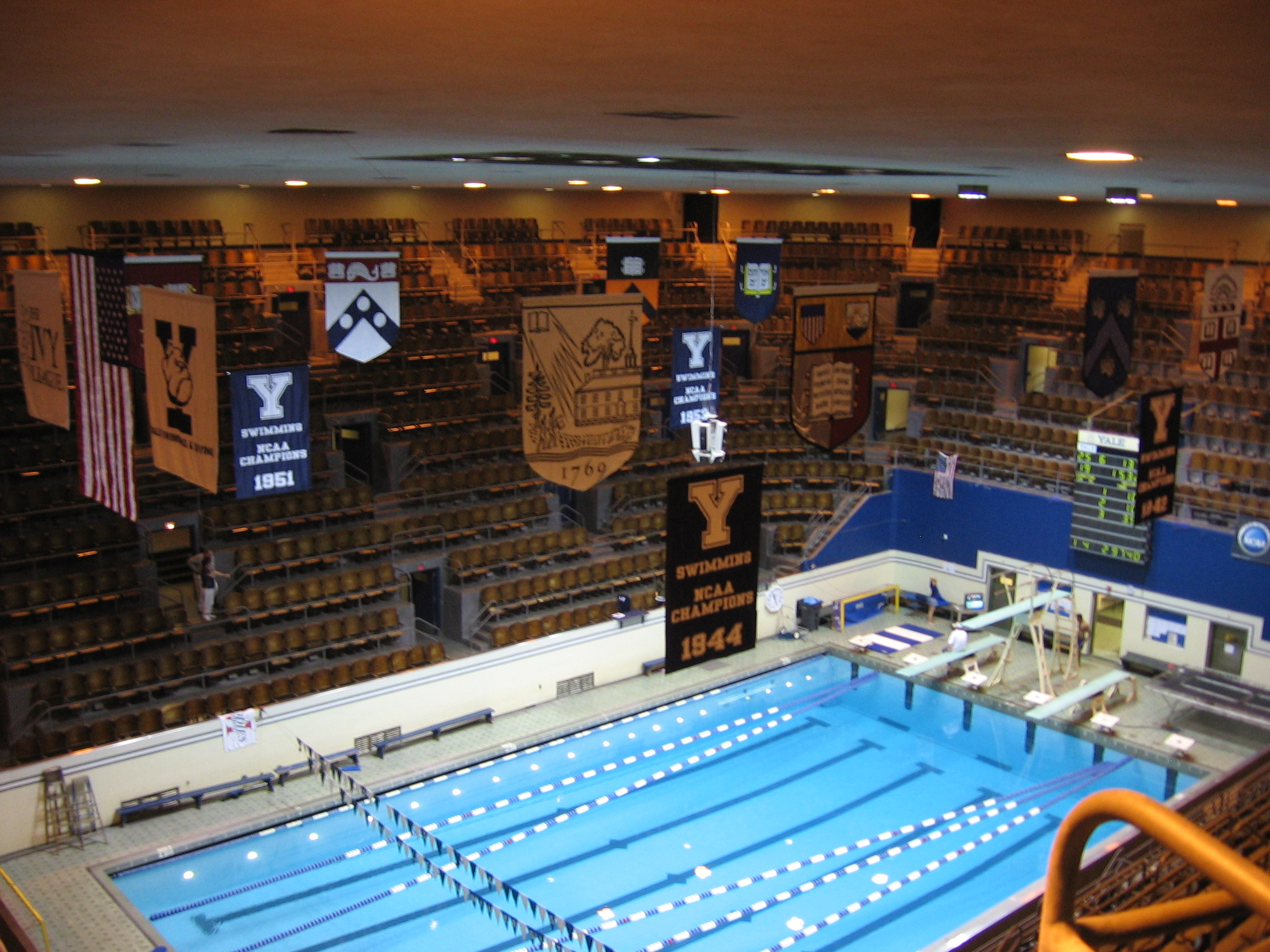
Piscina del Payne Whitney Gymnasium.

Yale Bulldogs (español: Bulldogs de Yale) es el nombre de los equipos deportivos de la Universidad Yale, situada en New Haven, Connecticut. Los equipos de los Bulldogs participan en las competiciones universitarias organizadas por la NCAA, y forman parte de la Ivy League, excepto en remo masculino, equipo que compite en la Eastern Association of Rowing Colleges, y en remo femenino, equipo que compite en la Eastern Association of Women's Rowing Colleges. En vela compite en la New England Intercollegiate Sailing Association de la Inter-Collegiate Sailing Association of North America

## Apodo y mascota
La mascota de Yale es un bulldog llamado Handsome Dan, y se trata de una mascota viva, y se cree que es la primera de estas características en una universidad norteamericana. La tradición la instauró un joven caballero de la Inglaterra Victoriana que fue alumno a finales de los años 1890. El primer perro fue adquirido a un herrero local por 5 dólares. Desde entonces, un total de 16 bulldogs han tenido el honor de ser la mascota de los equipos deportivos de Yale, teniendo todos por nombre el de Handsome Dan. El actual, Handsome Dan XVI, también llamado Muggsy, lleva desempeñando su papel desde abril de 2005.

## Equipos
Yale tienen los siguientes equipos oficiales:
| - Masculino - Fútbol americano - Baloncesto - Béisbol - Esgrima - Golf - Atletismo - Tenis - Remo - Fútbol - Natación y Saltos - Squash - Lacrosse - Esquí - Hockey sobre hielo - Vela | - Femenino - Baloncesto - Lacrosse - Esgrima - Golf - Remo - Fútbol - Natación y Saltos - Tenis - Atletismo - Voleibol - Hockey sobre hierba - Softball - Gimnasia - Squash - Hockey sobre hielo - Vela |

## Fútbol americano
El equipo de fútbol americano de Yale es uno de los que tiene más tradición, ya que lleva compitiendo desde 1872. Desde entonces ha ganado el título nacional en 26 ocasiones, aunque su último título se remonta a 1927. Más recientemente, ha ganado la Ivy League en 14 ocasiones, la última de ellas en 2007

## Baloncesto
Tan solo 3 jugadores han llegado a jugar en la NBA procedentes de Yale, siendo Chris Dudley, con 15 años de profesional, el jugador más destacado de los Bulldogs en la NBA.

## Vela
Han ganado el Trofeo Leonard M. Fowle en 5 ocasiones (2009, 2013, 2014, 2016 y 2019).

## Deportistas olímpicos de Yale
Un total de 164 deportistas y 19 entrenadores procedentes de Yale han llegado a competir en unos Juegos Olímpicos a lo largo de la historia, consiguiendo para sus respectivos países 104 medallas, de las cuales 54 fueron de oro, 21 de plata y 29 de bronce.